# Панаир на суетата
„Панаир на суетата“ (на английски: Vanity Fair: A Novel without a Hero) е роман от Уилям Мейкпийс Такъри за епохата на Наполеоновите войни, който е публикуван за пръв път в сатиричното списание Punch от януари 1847 до юли 1848 г.

## Сюжет
Главните героини, мис Амелия Седли и мис Ребека (Беки) Шарп, учат заедно в частния пансион на мис Пинкертън.
Амелия е дъщеря на успешен бизнесмен, има уравновесен и кротък нрав и е обожавана от всички. Беки пък е сираче, дъщеря на пияница художник и френска танцьорка, оставили в наследство на дъщеря си само ярка външност, артистичност, интелигентност и блестящи познания по френски език. Тя живее в пансион с г-ца Пинкертън и се обучава, като изпълнява задълженията на учителка по френски за по-малки ученици.
Амелия Седли е единственият човек, към когото Беки се отнася с почти искрена доброта. „Почти“ – тъй като приятелството е отровено както от осъзнаването на Беки за неравенството на тяхното положение, така и от факта, че Амелия, която не познава нуждата, не може да разбере проблемите на Беки и да помогне на приятелката си.
Момичетата напускат пансиона заедно. Амелия – за да се установи при родителите си и скоро да се омъжи за сина на богат бизнесмен, офицерът Джордж Осбърн, когото обожава. Беки, от друга страна, получава място като гувернантка в едно обедняло аристократично семейство, но преди да започне работа, тя, по покана на приятелката си, остава при нея за известно време.
В къщата на Седли мис Шарп среща брата на Амелия, г-н Джоз Седли, тромав, самонадеян, но доста добродушен служител на Източноиндийската компания. Ребека се опитва с всички сили да го убеди да му предложи брак, но поради нерешителността на Джоз и намесата на Джордж Озбърн, годеника на Амелия, който не иска да се сроди с „гувернантка“, Ребека претърпява поражение.
Тя е принудена да напусне Седли и да отиде при семейство Кроули. В къщата, където сър Пит Кроули (ексцентричен и луд старец) живее със съпругата си, сина си г-н Пит Кроули и по-малките дъщери, Ребека скоро печели доверие и благоразположение. Но семейството на сър Пит, въпреки семейното имение, огромен брой славни предци и място в Камарата на общините, е бедно и всички негови членове очакват с нетърпение смъртта на сестрата на сър Пит, богатата госпожица Матилда Кроули. Самата госпожица с радост приема всеобщото преклонение пред богатството си, но ще остави братята си и по-големия си племенник, почтения и скучен Пит, без наследство, правейки по-младия си племенник, офицер Роудън Кроули, свой наследник. Докато посещава госпожица Кроули в имението на сър Пит, Беки печели нейните симпатии и по нейна молба отива с нея в Лондон. Но мястото на спътник с капризна стара жена е крехко, така че Беки решава да предприеме стъпки, за да укрепи позицията си. Когато овдовелият сър Пит пристига в Лондон, за да предложи на мис Шарп да стане следващата лейди Кроули, Ребека е принудена да откаже – тъй като тя вече е тайно омъжена за сина на сър Пит и любимия на мис Матилда Роудън, който е лудо влюбен в нея. Мис Кроули, след като научава, че племенникът ѝ се е оженил за гувернантка, зачерква завинаги и него, и Беки от сърцето и завещанието си.
Междувременно Амелия също решава да се сгоди за Джордж Озбърн. Но внезапно г-н Седли-старши фалира и старият Озбърн не позволява на сина си да се ожени за дъщерята на банкрутиралия. Въпреки забраната, както и въпреки факта, че самият Джордж не изпитва страстна любов към Амелия, той все пак се жени за нея. Това се дължи главно на убеждението на приятеля на Джордж, Уилям Добин, който самият е тайно влюбен в Амелия, но, разбирайки, че момичето мисли само за Джордж, решава да се отдръпне, напомняйки на младия и самонадеян Озбърн за офицерската чест.
След сватбата младоженците прекарват медения си месец заедно със семейство Кроули, Беки и Роудън. Въпреки че няма дори седмица след сватбата, Джордж Озбърн се влюбва в г-жа Кроули. От бягство с Ребека той е „спасен“ от войната с Наполеон. Родон и Джордж участват в битката при Ватерло, но Озбърн не се завръща от нея. Така за него остана вечната памет и вечната преданост на съпругата му.
Скоро Амелия има син Джорджи, а Беки има син Родон (и двамата са кръстени на бащите си). Междувременно старият сър Пит Кроули почива и главата на семейството сега е неговият син Пит младши, който след смъртта на госпожица Кроули става наследник на нейното богатство. Беки, нейният съпруг и син се опитват да пробият във висшето общество, посещават различни социални събития, запознават се с „достойни“ хора. Но това не води до нищо добро и един ден Роудън заварва жена си на съмнителна среща с богат почитател, лорд Щайн. Разяреният съпруг намира тайник с пари в бюрото ѝ, въпреки че според него семейството е в беда. Предстои дуел, но чрез посредници Стейн и Роудън го отказват и на следващия ден Родон научава, че е назначен на поста губернатор на остров Ковънтри. Родон напуска жена си, въпреки че ѝ изпраща годишна издръжка. Известно време по-късно той умира от треска седмица преди смъртта на брат си Пит. Цялото състояние на Кроули е наследено от сина на Роудън и Ребека, Роудън младши.
След скандала с лорд Стейн Ребека е прогонена и от лондонското общество и се скита из Европа в търсене на щастие. Тук тя трябва да води изключително неморален живот, да стане почти циганка. Но тогава тя се среща с Амелия, майор Добин и Джос Седли. От Ребека Амелия научава, че покойният ѝ съпруг Джордж никога не я е обичал истински и се омъжва за Добин, който преди това неуспешно е търсил ръката ѝ дълги години. Резултатът от брака е момичето Джейн.
Беки отново се опитва да съблазни Джос и този път успява. Въпреки това, няколко години по-късно Джоз умира, оставяйки на Ребека само половината от застраховката в завещанието си: цялото състояние на Джоузеф дотогава е пропиляно поради неуспешните машинации на Ребека. Ребека остава сама, синът ѝ Родон не подновява отношенията с майка си, но ѝ осигурява финансова подкрепа.

## В България
Романът няколкократно е издаван на български по време на социализма – 1949, 1969, 1976, 1985 г., и няколко пъти след това.

## Екранизации

### Нямо кино
- 1911 – „Панаир на суетата“. Режисьор – Чарлз Кент. В ролята на Ребека – Хелен Гарднер, в ролята на Амелия – Роуз Тепли.
- 1915 – „Панаир на суетата“. Режисьор – Чарлз Бребин. В ролята на Ребека – Мини Мадерн Фиске, в ролята на Амелия – Хелен Фултон.
- 1922 – „Панаир на суетата“. Режисьор – Кортни Роуден. В ролята Ребека – Космо Кърли Белю.
- 1923 – „Панаир на суетата“. Режисьор – Хюго Белин. В ролята на Ребека – Мейбъл Белин, в ролята на Амелия – Елинор Бордман.

### Звуково кино
- 1932 – „Панаир на суетата“. Режисьор – Честър М. Франклин. В ролята на Ребека – Мирна Лой, в ролята на Амелия – Барбара Кент.
- 1935 – „Беки Шарп“. Режисьор – Рубен Мамулян. В ролята на Ребека – Мириам Хопкинс (номинация за награда „Оскар“ за най-добра главна женска роля), в ролята на Амелия – Френсис Ди.
- 2004 – „Панаир на суетата“. Режисьор – Мира Наир. В ролята на Ребека – Рийз Уидърспун, в ролята на Амелия – Ромола Гараи.